# Кас Д'Амато
Константино «Кас» Д'Амато (англ. Constantino "Cus" D’Amato; нар. 17 січня 1908, Бронкс, Нью-Йорк, США — † 4 листопада 1985, Нью-Йорк, США) — американський тренер з боксу, найвідомішими вихованцями якого були чемпіони світу: Хосе Торрес, Флойд Паттерсон та Майк Тайсон. Всі троє є членами Міжнародного боксерського залу слави. Також навчив професійних тренерів з боксу, найвідомішими серед яких є Тедді Атлас, Кевін Руні та Джо Фаріелло.

## Родина
Кас Д'Амато та Камілла Евальд (1905—2001) познайомилися в 1940-х роках і вступили в цивільні стосунки. Камілла — українка, народилася в селі Староміщина на Тернопільщині у родині Гната та Анастасії Першин-Іващук, і змінила прізвище на Евальд після того, як її родина емігрувала до Канади. Камілла підтримала Д'Амато в його відданості навчанню соціально незахищеної молоді, дозволила розміщувати в своєму будинку учнів Д'Амато, часто виконуючи для них роль матері. Зокрема, подружжя, очікуючи на майбутні спортивні успіхи Майка Тайсона, встановили над ним законну опіку, намагаючись захистити його як особисто, так і фінансово від жорстокого боксерського світу. Д'Амато і Евальд ніколи не буди одружені, хоча їхня близька дружба тривала десятиліттями, аж до його смерті. Кас відповідав за всі тренування своїх бійців та займався їхнім менеджментом, а Камілла відповідала за приготування їжі та домашні справи.

## Цікаві факти
1. Двоє бійців, яких виховав Кас Д'Амато (Майк Тайсон і Флойд Патерсон) були наймолодшими чемпіонами світу свого часу
2. В грудні 2017 року відбулася наукова експедиція, на Батьківщину сім'ї Д'Амато під керівництвом Мальцева Олега Вікторовича[5]